# Odo (Star Trek)
Odo is een personage uit het Star Trek universum, uit de serie Star Trek: Deep Space Nine. Odo werd gespeeld door de acteur René Auberjonois.

## Oorsprong
Odo is een vormveranderaar (Engels: Shapeshifter) van het ras der Founders (Oprichters) uit het verre Gamma Kwadrant. Hij komt van een naamloze planeet in de Omarion Nevel.
Hij was een van De Honderd die door de Founders eropuit werden gestuurd de Melkweg te verkennen. Hij werd in 2356 in de ruimte gevonden door de Bajoranen. Odo wist nog niet hoe hij in mensachtige vorm moest veranderen en had dus zijn natuurlijke gelei-achtige vorm. De Bajoranen stopten hem in een container met opschrift "onbekend specimen". De Cardassianen vertaalden dit in hun eigen taal als "odo'ital", wat "niets" betekent. Toen men besefte dat Odo een intelligent wezen was, bleef men hem als grap odo'ital noemen. Later in het Bajoraans noemde men hem Odo Ital, dat uiteindelijk werd ingekort tot simpelweg Odo.
Odo werd op hardhandige wijze onderzocht door de Bajoraanse wetenschapper dr Mora Pol. Hoewel Odo deze man niet erg mocht, baseerde hij zijn mensachtige vorm wel op deze onderzoeker. Hij kon de menselijke vorm wel benaderen, maar niet dupliceren. Vooral zijn gezicht ziet er "onaf" uit.

## Deep Space Nine
Tijdens de bezetting van Bajor door de Cardassianen werkte Odo op het Cardassiaanse ruimtestation Terok Nor als veiligheidsofficier. Nadat de bezetters zich terug hadden getrokken, bleef Odo op het station werken, dat door de Federatie werd omgedoopt tot Deep Space Nine. Later ontdekte Odo dat de Founders de leiders van de Dominion waren.
In 2372 was hij korte tijd getrouwd met de Betazoid Lwaxana Troi. Lwaxana had al een dochter uit een eerder huwelijk, Deanna Troi. Later had hij een relatie met de Bajoraanse Kira Nerys, op wie hij al lange tijd verliefd was.